# Lo capisci l'italiano?! Rap Controcultura
Lo capisci l'italiano?! Rap Controcultura è un mixtape del disc jockey italiano DJ Double S, pubblicato il 1º ottobre 2011 dalla Tempi Duri Records.

## Descrizione
Contiene alcuni freestyle inediti, ma sono presenti comunque numerose tracce già edite negli album dei rispettivi artisti. Si tratta del quarto volume della serie di mixtape di DJ Double S, che ha avuto inizio nel 1997.

## Tracce
1. Intro Skit (feat. Kiave) – 0:30
2. Rap controcultura Intro (feat. Fabri Fibra) – 1:55 – inedito
3. Trappole/Mixare è bello (feat. Marracash) – 2:45
4. Timeline (feat. Rayden e Raige) – 2:30
5. Freestyle (feat. Maury B) – 1:12 – inedito
6. Più vuoi (feat. Two Fingerz) – 3:03
7. La fretta (feat. Fabri Fibra) – 2:16
8. Ghetto Chic (feat. Colle der Fomento) – 3:06
9. Freestyle (feat. Ensi) – 0:55 – inedito
10. Chi sei? (feat. Mistaman) – 2:05
11. N.O.I. (feat. Kiave e Macro Marco) – 1:33
12. Spingo il rap (feat. Principe) – 1:27
13. Non attendo (feat. Amir e Entics) – 2:31
14. Tu scappi (feat. Maxi B) (Remix) – 1:30
15. Dico il vero (feat. Supa) – 1:23
16. Nervoso (feat. Pula+) – 3:05
17. Giù con la testa (feat. Club Dogo e Entics) – 1:43
18. La G, la U, la E (feat. Gué Pequeno) – 2:04
19. La guerra dei poveri (feat. Don Joe, Shablo, Jake La Furia e Nex Cassel) – 2:37
20. Freestyle (feat. Kiave) – 0:47 – inedito
21. One Mic fa rap (feat. OneMic) – 3:47
22. Next Generation (feat. ATPC e Primo) – 2:02
23. Cantano tutti (feat. Primo e Squarta) – 2:40
24. La legge del più forte (feat. Jack the Smoker) – 2:05
25. Se mai (feat. Johnny Marsiglia e MadBuddy) – 1:55
26. Killa Story (feat. Emis Killa) – 2:28
27. L'invidia (feat. Co'Sang) – 2:27
28. Non basta mai (feat. Fedez) – 2:45
29. Il rap per me (feat. Dargen D'Amico) – 2:06
30. Tu o lei (feat. Ghemon & The Love 4tet) – 1:27
31. YouTube (feat. Videomind) – 2:15
32. Tutt Pumpat (feat. Svez e Castì) – 2:53
33. Non passerà (feat. Marracash, Entics e Fedez) – 2:24
34. Skit (feat. Deal, Lucci e Stokka & MadBuddy) – 0:56
35. Freestyle (feat. Entics) – 1:09 – inedito
36. C'est l'Italie (feat. Fabri Fibra) – 1:32 – inedito